# 上包多
上包多是哥倫比亞的城鎮，位於該國西部，由喬科省負責管轄，距離首府基布多80公里，面積1,532平方公里，海拔高度50米，2005年人口28,502，人口密度每平方公里18.6人。
5°32′N 77°00′W / 5.533°N 77.000°W